# Epitranus nitens
Epitranus nitens är en stekelart som beskrevs av Boucek 1982. Epitranus nitens ingår i släktet Epitranus och familjen bredlårsteklar.
Artens utbredningsområde är Papua Nya Guinea. Inga underarter finns listade i Catalogue of Life.